# موراپ
موراپ (به سوئدی: Morup) یک سکونتگاه مسکونی در سوئد است که در Falkenberg Municipality واقع شده‌است.

## خصوصیات
موراپ ۰٫۵۳ کیلومترمربع مساحت و ۲۵۹ نفر جمعیت دارد.